# Molina (rivière)
Pour les articles homonymes, voir Molina.
Le Molina est un ruisseau du département Corse-du-Sud de la région Corse et un affluent gauche du fleuve le Taravo.

## Géographie
D'une longueur de 10,9 kilomètres, le Molina prend sa source sur la commune de Zicavo à 1 460 mètres d'altitude, près du lieu-dit Padulelli (1 518 m). Dans sa partie haute, il s'appelle aussi, pour Géoportail, le ruisseau de Partuso puis le ruisseau de Padulelli.
Il prend source à moins d'un kilomètre du sentier de grande randonnée le GR 20.
Il coule globalement de l'est vers l'ouest.
Il conflue sur la commune de Zicavo, à 445 mètres d'altitude, juste en amont des Bains de Guitera - ancien établissement thermal -.

### Commune et canton traversés
Dans le seul département de la Corse-du-Sud, le Molina traverse la seule commune de Zicavo (source et confluence).
Soit en termes de cantons, le Molina prend source et conflue dans le seul ancien canton de Zicavo, dans le nouveau canton de Taravo-Ornano, dans l'arrondissement d'Ajaccio.

### Bassin versant
Le ruisseau de Molina traverse une seule zone hydrographique « Le Taravo de sa source au ruisseau de Molina inclus » (Y860) de 151 km2 de superficie. Ce bassin versant est constitué à 95,29 % de « forêts et milieux semi-naturels », à 4,23 % de « territoires agricoles », à 0,22 % de « territoires artificiels ». 

### Organisme gestionnaire
L'organisme gestionnaire est le Comité de bassin de Corse, depuis la loi corse du 22 janvier 2002.

## Affluents
Le Molina a quatre affluents référencés :
- le ruisseau de Veracolongu (rg[note 1]), sur la commune de Zicavo. Il prend source au-delà de la forêt domaniale du Coscione, sur le plateau du Coscione. Dans sa partie haute il s'appelle aussi, pour Géoportail, le rau de Teppa Ritonda. Il a plusieurs affluents dont :
  - le ruisseau d'Orticacciu (rg) sur la seule commune de Zicavo.
  - le rau de Terminelli (rg) sur la seule commune de Zicavo.
  - le ruisseau de Croce (rd) sur la seule commune de Zicavo.

- le ruisseau de Pialamone (rg), sur la seule commune de Zicavo.
- le ruisseau de Petra Lascia (rg), sur la seule commune de Zicavo.
- le ruisseau de Cavatella (rg), puis s'appelant, pour Géoportail, ruisseau de Buscaranese, et ruisseau de Tinturaio sur la seule commune de Zicavo avec cinq affluents :
  - le ruisseau de Tiglia (rd) sur la seule commune de Zicavo.
  - le ruisseau d'Arcolica (rg) sur la seule commune de Zicavo.
  - le ruisseau de Sistaghia (rg) sur la seule commune de Zicavo.
  - le ruisseau d'Orsiolu (rg) sur la seule commune de Zicavo.
  - le ruisseau de Valpine (rg) sur la seule commune de Zicavo.

### Rang de Strahler
Le rang de Strahler est donc de trois.